# Средний Дукмасов
Средний Дукмасов — хутор в Белореченском районе Краснодарского края.
Входит в состав Школьненского сельского поселения.

## География

### Улицы
- ул. Луговая,
- ул. Свободная.

## Население
| 1925 | 1926 | 2002 | 2010 |
| ---- | ---- | ---- | ---- |
| 238  | ↘222 | ↘121 | ↘118 |